# Andrômeda XX
Andrômeda XX é uma galáxia anã esferoidal que está localizada na constelação de Andrômeda. Esta galáxia é um satélite da Galáxia de Andrômeda (M31). Andrômeda XX foi descoberta no ano de 2009.